# Marie Boddaert
Marie Boddaert, geboren als jonkvrouw Maria Agatha Boddaert (Middelburg, 6 februari 1844 - Den Haag, 12 april 1914), was een Nederlandse dichteres en schrijfster.

## Leven en werk

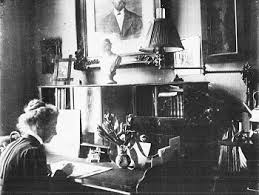
Marie Boddaert

Boddaert werd geboren als een van de tien kinderen van de jurist Jacques Phoenix Boddaert (1811-1885) en zijn eerste vrouw Anna Petronella barones van Heeckeren van Brandsenburg (1818-1860). Zij trouwde op 23 november 1870 in haar geboorteplaats  met Rudolph Enno Hillegondus Muntz Gelderman (1846-1877), officier bij de infanterie.
Na de dood van haar echtgenoot verhuisde zij naar Den Haag. Ook woonde ze enkele jaren in Zwitserland: van 1892 tot 1896 in Montreux en van 1906 tot 1911 in Zürich. Net als haar vriendin Caroline Kerkhoven kan zij gerekend worden tot de aanhangers van het humanitarisme.
Marie begon pas te publiceren nadat zij weduwe was geworden, aanvankelijk in tijdschriften als Nederland, De Gids, De Nederlandsche Spectator, Androcles, Weekblad voor Muziek, De Vlaamsche School en Zingende Vogels. In 1887 en 1898 verschenen de dichtbundels Aquarellen en Serena. Zij ondervond minder waardering van critici dan de Tachtigers Willem Kloos en Albert Verwey en pas na haar dood werden haar gedichten meer gewaardeerd.
Ze schreef de libretti voor twee opera's van Richard Hol: Uit de branding (1889) en Floris V (1892).
In 1889 verscheen het kinderboek Sturmfels. In 1890 publiceerde zij de roman Buiten de wet onder het pseudoniem Rudolph Curtius, maar ze specialiseerde zich vooral in kinderboeken, meestal uitgegeven door Kluitman in Alkmaar en geïllustreerd door Berhardina Midderigh-Bokhorst. In 1909 verscheen Frans en het geheim, gevolgd door Roswitha. In 1912 volgde Prins Almanzor's makker en in 1913 De schipper van de Jacomina. Vooral Sturmfels en Roswitha zijn veel gelezen en werden vele malen herdrukt, tot in 1968 toe.
Twee jaar na haar dood werden haar nagelaten verzen gepubliceerd onder de titel Naar lichte hoogten.

## Portret
Van Boddaert bestaat een kinderportret ten voeten uit in wit jurkje (mogelijk van de hand van haar grootmoeder Sara Agatha le Jolle), alsmede een krijttekening uit 1898 van Willem Bastiaan Tholen.